# كرامة العمل
يشير مصطلح كرامة العمل (بالإنجليزية: Dignity of labour) إلى مبدأ فلسفي يعتبر أن جميع أنواع الوظائف محترمة على قدم المساواة، وأنه لا ينبغي النظر إلى أي مهنة على أنها أفضل من غيرها، ولا يجب التمييز بين الوظائف على أي أساس. ويشير هذا المفهوم إلى أن جميع أنواع العمل (الوظائف) ضرورية في المجتمع، وأنه من الخطأ المطلق النظر إلى أي عمل على أنه جيد أو سيئ، فالعمل ذاته هو ما يضفي الكرامة على العامل.

يشار إلى أن الفيلسوف الاسكتلندي توماس كارلايل قد اشتُهر بأنه "أول من دعا إلى 'كرامة العمل" وفي كتابه "الماضي والحاضر [الإنجليزية] (1843)، كتب كارلايل ما يلي:
العمل هو الحياة، فمن أعماق قلب العامل تنبثق قوته الإلهية المعطاة، وهي الجوهر الحيوي السماوي المقدس الذي نفخ فيه، ويستيقظ من أعماق قلبه إلى كل النبل والمعرفة، "معرفة الذات" وغير ذلك الكثير، فور بدء العمل على النحو المناسب.
كان الأب الروحي للأمة، مهاتما غاندي، يقوم بجميع أنواع العمل بنفسه، حتى تنظيف المرحاض. وبغض النظر عما إذا كانت مهنة الشخص تتضمن عملًا جسديًا أم عقليًا، يتم الاعتقاد بأن العمل يستحق الاحترام. وببساطة، يُطلق على أي شكل من أشكال العمل، سواء كان عملاً يدويًا أو عملاً فكريًا، مصطلح "العمل"، واحترام أي نوع من الوظائف (اليدوية أو الفكرية) يُعرف باسم "كرامة العمل".
وضع الرئيس الأمريكي الحالي جو بايدن استعادة "كرامة العمل" مبدأً أساسياً في حملته وإدارته لعام 2020.

## في الدين والمجتمع
كان الإصلاحيون الاجتماعيون مثل باسافا وشارانا المعاصر، وكذلك المهاتما غاندي، من دعاة كرامة العمل.
كرامة العمل هي أحد الموضوعات الرئيسية في الأخلاق المسيحية، وعلى هذا النحو، يتم دعمها من الاتحاد الأنجليكاني، في التعاليم الاجتماعية الكاثوليكية، في المبادئ الميثودية، وفي اللاهوت الكالڤينيّة .
في الكاثوليكية الرومانية، التي عادة ما تحمل عنوان "كرامة العمل وحقوق العمال"، نجد تأكيدًا لكرامة العمل البشري في العديد من الرسائل البابوية [الإنجليزية]، وأبرزها عن العمل الإنساني [الإنجليزية] البابا يوحنا بولس الثاني، الذي نُشر في 15 سبتمبر 1981.

## مقالات ذات صلة
- نقد العمل [الإنجليزية]
- العمل اللائق